# Jung Károly
Jung Károly (Gombos, ma: Szerbia, 1944. június 26. – 2021. július 1. vagy előtte) magyar költő, kritikus, műfordító, néprajzkutató, egyetemi tanár.

## Életpályája
Általános iskolai tanulmányait Gomboson végezte. Középiskolai éveit Szabadkán járta ki. Egyetemi tanulmányait az Újvidéki Tudományegyetem Bölcsészettudományi karán magyar nyelv és irodalom szakon járta ki 1970-ben.
1966–1969 között az Új Symposion szerkesztőségi titkára volt. 1970–1975 között az újvidéki Jó Pajtás című gyermeklap munkatársa volt. 1975-től az Újvidéki Egyetem magyar tanszékének tudományos munkatársa, főmunkatársa, rendkívüli, majd rendes professzora (etnológia, magyar népköltészet). A JATE-BTK-n tanít. 2000-2003 között Széchenyi professzor ösztöndíjas volt.

## Költészete
Költészetét a múlt iránti érdeklődés jellemzi. A históriai kellékek közötti ironikus felkiáltójelek figyelmeztetnek mind a folytonosságra, mind pedig a vers születésének körülményeire, pillanatára. Növekvő iróniája kiábrándultságra, kétségbeesésre mutat, s a személyes jelenlét hangsúlyozására. Gyakran választ szigorú formát (szonettet), melynek zárt rendszerében a nyelvi, érzelmi, gondolati és időbeli ellentétek erőteljesebben, drámaiabban jutnak kifejezésre. Művei megjelentek szerb fordításban is. Fordít szerbből.

## Művei
- Ég az erdő. Két költemény; Új Symposion, Újvidék, 1968 (Symposion füzetek)
- Leng; Forum, Újvidék, 1970
- Bájoló (gyermekversek, 1975)
- Ami nincs. Versek. 1971–1976; Forum, Újvidék, 1977
- Az emberélet fordulói. Gombosi népszokások (1978)
- Podlokano vreme; szerbre ford. Jošip Varga; Matica Srpska, Novi Sad, 1980
- Táltosok, ördögök, garabonciások. Bevezetés népi hiedelmeink – babonáink – világába; Forum, Újvidék, 1985 (Forum kiskönyvtár)
- A szépen zengő pelikánmadár. Jugoszláviai magyar népmesék (antológia, válogatás, 1986)
- Hiedelemmondák és hiedelmek. Adatok Gombos népi hiedelemvilágához
- Mondavilágunk I-IV. (Bognár Antallal, 1990–1993)
- Barbaricum. Fúgák és más versek; Forum, Újvidék, 1991
- Köznapok és legendák. Tanulmányok a népi kultúráról (1992)
- Adalékok a jugoszláviai magyar néprajzkutatás történetéhez (1992)
- Az emlékezet útjain. Ötvenöt olvasmány a néphagyományról (1993)
- Őrszerek könyve. Szent levelek, golyó ellen védő imádságok, amulettek a magyar néphagyományban; Forum, Újvidék, 1994
- Összefüggések és kapcsolatok. Esszék, tanulmányok a peremvidék népi kultúrájáról; Forum, Újvidék,1997
- Régiek kalendáriuma. Heti jegyzetek az esztendő népi hagyományvilágáról; Forum, Újvidék, 2000
- A Pannóniai Énektől a Mária-lányokig. Magyar és egybevető magyar folklorisztikai tanulmányok (2001)
- Mogorva Héphaisztosz. Utazás merőlegesen. Hattyúdalok, el- és leszámolások; Forum, Újvidék, 2002
- Elbeszélés és éneklés. Újabb magyar és egybevető magyar folklorisztikai tanulmányok; Forum Könyvkiadó, Újvidék, 2004
- Sokarcú néphagyomány. További magyar és egybevető magyar folklorisztikai tanulmányok; Forum Könyvkiadó, Újvidék, 2008
- Tanulmányok a Mátyás-tradíció délszláv kapcsolatairól; Forum Könyvkiadó, Újvidék, 2008
- Ikerkönyvek 1. Magyar folklórtémák – délszláv kitekintéssel; Forum Könyvkiadó, Újvidék, 2011 (Híd könyvtár)
- Ikerkönyvek 2. Délszláv folklórtémák – magyar kitekintéssel; Forum Könyvkiadó, Újvidék, 2012 (Híd könyvtár)
- Folklór minden időben és más témák. Tanulmányok; Forum, Újvidék, 2017

## Szerkesztési munkái
- A zentai kőkecske. Válogatás a magyar mondakincsből; vál., bev. Jung Károly; Tankönyvkiadó Intézet, Újvidék, 1980 (Házi olvasmány Általános iskola 4. oszt.)
- A sárkányölő királyfi. Szerb népmesék Vuk Karadžić gyűjtéséből (válogatta, szerkesztette, a fordítást az eredetivel egybevetette és az utószót írta, 1987)
- Mátyás király országlása (mesék, jugoszláviai magyar gyűjtésekből, válogatta, elmesélte Bognár Antal, 1990)
- Szent Péter atyafisága (mesék, jugoszláviai magyar gyűjtésekből válogatta, elmesélte Bognár Antal, 1992)
- Rózsa Sándor menedéke (mesék, jugoszláviai magyar gyűjtésekből válogatta, elmesélte Bognár Antal, 1993)
- Tündér Ilona kertje (mesék, jugoszláviai magyar gyűjtésekből válogatta, elmesélte Bognár Antal, 1994)
- Mátyás király országlása. Elmesélte Bognár Antal; jugoszláviai magyar gyűjtésekből vál. Jung Károly; Forum Könyvkiadó, Újvidék, 2007 (Mondavilágunk)
- Az ördög és a molnárlegény. Magyar népmesék; vál., szöveggond. Jung Károly; Zavod za ud̂benike, Beograd, 2008 (Házi olvasmány)
- A zentai kőkecske. Válogatás a magyar mondakincsből; vál., sajtó alá rend., bev. Jung Károly; 2. kiad.; Zavod za ud̂benike, Beograd, 2008 (Házi olvasmány)

## Díjai
- Neven-díj (1965)
- Bazsalikom műfordítói díj (1979, 1987)
- Üzenet-díj (1988)
- Híd-díj (1991, 2004, 2012)
- Ortutay Gyula-emlékérem (1993)